# Giuseppe Bella
Giuseppe Enrico Bella (Genova, 28 gennaio 1808 – Torino, 24 novembre 1884) è stato un ingegnere e politico italiano.

## Biografia
Giuseppe Bella nacque a Genova il 28 gennaio del 1808. Laureato in ingegneria lavorò a Torino per la divisione amministrativa del corpo del genio civile facendo carriera. Fu nominato in seguito ispettore straordinario per le strade di Sardegna e dall'11 dicembre 1862 al 14 maggio 1865 Segretario generale del Ministero dei lavori pubblici. Dal 10 aprile 1866 al 17 maggio 1869 fu commissario governativo per le ferrovie concesse all'industria privata.
Venne eletto due volte deputato nel 1849 nel collegio elettorale di Acqui e nel 1863 a Mirandola; dopo le tre legislature, fu quindi nominato senatore l'8 ottobre 1865.